# Фінляндія на зимових Олімпійських іграх 2014
Фінляндія на зимових Олімпійських іграх 2014 року у Сочі була представлена 106 спортсменами у 9 видах спорту.

## Біатлон
Спринт
| Змагання | Спортсмени       | Час     | Промахи | Місце |
| -------- | ---------------- | ------- | ------- | ----- |
| Чоловіки | Ахті Тойванен    | 26:58.6 | 1+1     | 62    |
| Чоловіки | Яркко Кауппінен  | 27:57.8 | 2+1     | 78    |
| Жінки    | Кайса Мякяряйнен | 22:18.4 | 0+2     | 30    |
| Жінки    | Марі Лаукканен   | 22:37.3 | 0+2     | 36    |

Переслідування
| Змагання | Спортсмени       | Час     | Промахи | Місце |
| -------- | ---------------- | ------- | ------- | ----- |
| Жінки    | Кайса Мякяряйнен | 31:02.3 | 0+0+2+1 | 16    |
| Жінки    | Марі Лаукканен   | DNS     | DNS     | DNS   |

## Ковзанярський спорт
Чоловіки
| Дистанція | Спортсмен     | Заїзд 1 | Заїзд 1 | Заїзд 2 | Заїзд 2 | Фінал   | Фінал |
| Дистанція | Спортсмен     | Час     | Місце   | Час     | Місце   | Час     | Місце |
| --------- | ------------- | ------- | ------- | ------- | ------- | ------- | ----- |
| 500 м     | Пекка Коскела | 34.59   | 1       | 34.72   | 3       | 69.324  | 2     |
| 500 м     | Міка Поутала  | 35.193  | 15      | 35.41   | 20      | 70.61   | 17    |
| 1000 м    | Томмі Пуллі   | —       | —       | —       | —       | 1:12.16 | 37    |

## Сноубординг
Слоуп-стайл
| Змагання | Спортсмени      | Кваліфікація | Кваліфікація | Кваліфікація | Кваліфікація        | Кваліфікація | Півфінал | Півфінал | Півфінал | Півфінал            | Півфінал | Фінал | Фінал   | Фінал   | Фінал               | Фінал |
| Змагання | Спортсмени      | Заїзд        | Спуск 1      | Спуск 2      | Найкращий результат | Місце        | Заїзд    | Спуск 1  | Спуск 2  | Найкращий результат | Місце    | Заїзд | Спуск 1 | Спуск 2 | Найкращий результат | Місце |
| -------- | --------------- | ------------ | ------------ | ------------ | ------------------- | ------------ | -------- | -------- | -------- | ------------------- | -------- | ----- | ------- | ------- | ------------------- | ----- |
| Чоловіки | Пеету Пійройнен | 1            | 90,75        | 80,00        | 90,75               | 2            |          |          |          |                     |          |       |         |         |                     |       |
| Чоловіки | Роопе Тонтері   | 2            | 33,75        | 95,75        | 95,75               | 2            |          |          |          |                     |          |       |         |         |                     |       |
| Чоловіки | Вілле Паумола   | 2            | 54,75        | 21,25        | 54,75               | 11           |          |          |          |                     |          |       |         |         |                     |       |
| Чоловіки | Янне Корпі      | 2            | 49,75        | 35,50        | 49,75               | 12           |          |          |          |                     |          |       |         |         |                     |       |
| Жінки    | Енні Рукаярві   | 1            | 79,00        | 23,75        | 79,00               | 4            |          |          |          |                     |          |       |         |         |                     |       |
| Жінки    | Меріка Енне     | 2            | 17,00        | DNS          | 17,00               | 10           |          |          |          |                     |          |       |         |         |                     |       |